# Classe Bester
 (décembre 2018).
Si vous disposez d'ouvrages ou d'articles de référence ou si vous connaissez des sites web de qualité traitant du thème abordé ici, merci de compléter l'article en donnant les références utiles à sa vérifiabilité et en les liant à la section « Notes et références ».

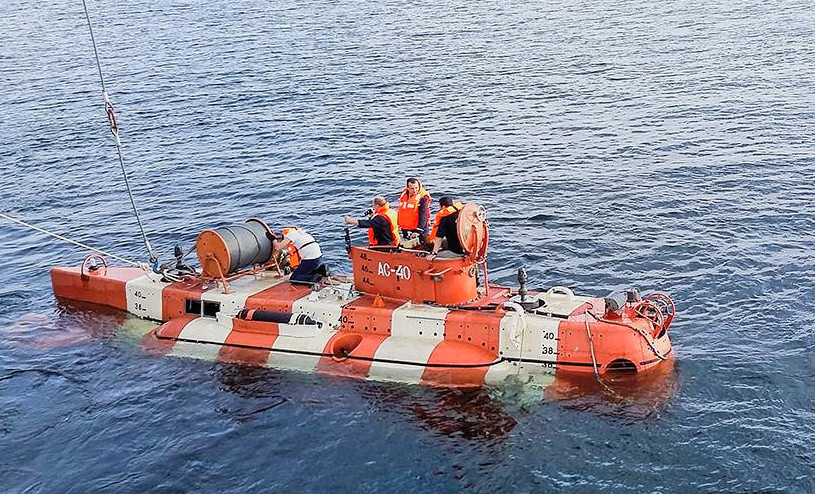

La Classe Bester est le nom d'une classe de sous-marin de sauvetage de la marine russe.

## En service
2 en service :
- AC-36
- AC-40